# Червонка (річка)
Черво́нка — річка в Україні, у Овруцькому районі Житомирської області, права притока Болонниці (басейн Прип'яті).

## Опис
Довжина річки 21 км. Формується з одного безіменного струмка та однієї водойми. Площа басейну 77,1 км².

## Розташування
Бере початок у селі Городець. Спочатку тече на південний захід, а потім на північний захід у межах сіл Червонка та Кованка. Впадає в річку Болотницю, притоку Уборті. Протікає через Поліський природний заповідник.